# 9-та гвардійська винищувальна авіаційна дивізія
9-та гвардійська винищувальна авіаційна Маріупольсько-Берлінська ордена Леніна Червонопрапорна ордена Богдана Хмельницького дивізія (9-а гв. вад) — військове з'єднання збройних СРСР, яке брало участь у Великій Вітчизняній війні у складі 4-ї, 8-ї, 5-ї і 2-ї повітряних армій.

## Повна назва
9-та гвардійська Маріупольсько-Берлінська ордена Леніна Червонопрапорна ордена Богдана Хмельницького винищувальна авіаційна дивізія.

## Історія
- Сформована 216-та винищувальна авіаційна дивізія у травні 1942 року на базі управління ВПС 37-я армії.
- З 22.05. 1942 року входила до складу 4-ї повітряної армії.
- 13.12. 1942 перетворена на 216-у змішану авіаційну дивізію.
- У діючій армії з 13.12.1942 року.
- Наказом НКО СРСР № 234 від 17.06.43 р. після боїв на Кубані перетворена в 9-ту гвардійську винищувальну авіаційну дивізію.
- 9-та гвардійська винищувальна авіаційна Маріупольсько-Берлінська ордена Леніна Червонопрапорна ордена Богдана Хмельницького дивізія 20 січня 1949 року перейменована на 237-му гвардійську винищувальну авіаційну Маріупольсько-Берлінську ордена Леніна Червонопрапорну ордена Богдана Хмельницького дивізію.

Дивізія відома як «дивізія Покришкіна».

## Історія найменувань
- ВПС 37-ї армії
- 216-та винищувальна авіаційна дивізія
- 216-та змішана авіаційна дивізія
- 9-та гвардійська винищувальна авіаційна дивізія
- 9-та гвардійська Маріупольська винищувальна авіаційна дивізія
- 9-та гвардійська Маріупольська ордена Богдана Хмельницького винищувальна авіаційна дивізія
- 9-та гвардійська Маріупольська Червонопрапорна ордена Богдана Хмельницького винищувальна авіаційна дивізія
- 9-та гвардійська Маріупольська ордена Леніна Червонопрапорна ордена Богдана Хмельницького винищувальна авіаційна дивізія
- 9-та гвардійська Маріупольсько-Берлінська ордена Леніна Червонопрапорна ордена Богдана Хмельницького винищувальна авіаційна дивізія
- 237-ма гвардійська Маріупольсько-Берлінська ордена Леніна Червонопрапорна ордена Богдана Хмельницького винищувальна авіаційна дивізія
- 237-ма гвардійська Маріупольсько-Берлінська ордена Леніна Червонопрапорна ордена Богдана Хмельницького винищувальна авіаційна дивізія ВПС Балтійського флоту
- 237-ма гвардійська Маріупольсько-Берлінська ордена Леніна Червонопрапорна ордена Богдана Хмельницького винищувальна авіаційна дивізія ВПС Північного флоту
- Польова пошта 21221

## Командування дивізії

### Командири дивізії
| Звання                  | Ім'я                         | Період                  | Примітка |
| ----------------------- | ---------------------------- | ----------------------- | -------- |
| Полковник               | Дзусов Ібрагім Магометович   | 17.06.1943 — 01.05.1944 |          |
| Підполковник, полковник | Покришкін Олександр Іванович | 02.05.1944 — 11.05.1945 |          |
| Полковник               | Черв'яков Юхим Степанович    | 01.01.1951 — 01.08.1953 |          |

### Заступники командира дивізії
- Військовий комісар дивізії: полковник Д. К. Мачнєв — (до кінця війни)
- Начальник штабу дивізії: підполковник Ільєнко Олександр Микитович (травень — листопад 1942 року)
- Начальник штабу дивізії: полковник Абрамович Борис Абрамович із листопада 1942 року до кінця війни

## Склад дивізії
| Полк                                             | Період                  | Примітка                                                                                          |
| ------------------------------------------------ | ----------------------- | ------------------------------------------------------------------------------------------------- |
| 16-й гвардійський винищувальний авіаційний полк  | 17.06.1943 — 20.02.1949 | Перейменований на 689-й гв. вап                                                                   |
| 42-й гвардійський винищувальний авіаційний полк  | 17.06.1943 — 01.08.1943 | Переданий до складу 229-ї вад 4 ВА                                                                |
| 100-й гвардійський винищувальний авіаційний полк | 17.06.1943 — 20.02.1949 | Перейменований на 789-й гв. вап                                                                   |
| 57-й гвардійський винищувальний авіаційний полк  | 17.06.1943 — 30.06.1943 | Відбув у 6-й онтап                                                                                |
| 101-й гвардійський винищувальний авіаційний полк | 17.06.1943 — 18.07.1943 | Відбув у 25-й звап                                                                                |
| 104-й гвардійський винищувальний авіаційний полк | 21.08.1943 — 20.02.1949 | Перейменований на 892-й гв. вап                                                                   |
| 821-й винищувальний авіаційний полк              | 19.07.1943 — 01.08.1943 | Переданий до складу 229-ї вад                                                                     |
| 288-й бомбардувальний авіаційний полк            | 17.06.1943 — 03.09.1943 | Розформований, обернений на формування 650-го окремого нічного бомбардувального авіаційного полку |

## Бойовий склад на 9 травня 1945 року

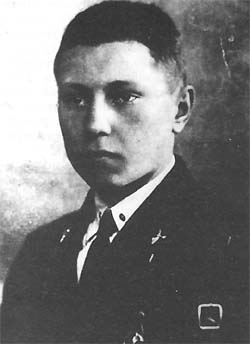
Командир дивізії О. В. Покришкін

- 16-й гвардійський винищувальний Сандомирський ордена Олександра Невського авіаційний полк
- 100-й гвардійський винищувальний Ченстоховський орденів Богдана Хмельницького і Олександра Невського авіаційний полк
- 104-й гвардійський винищувальний Краківський ордена Олександра Невського авіаційний полк

## Участь у боях і битвах
- Повітряна битва за Кубань — з 17 червня 1943 року по липень 1943 року
- Бєлгородсько-Харківська операція — з 3 серпня 1943 року по 23 серпня 1943 року
- Кіровоградська наступальна операція — з 5 січня 1944 року по 16 січня 1944 року
- Корсунь-Шевченківська операція — з 24 січня 1944 року по 17 лютого 1944 року
- Умансько-Ботошанська операція — з 5 березня 1944 року по 17 квітня 1944 року
- Львівсько-Сандомирська операція — з 13 липня 1944 року по 3 серпня 1944 року
- Карпатсько-Дуклинська операція — з 27 жовтня 1944 року по 28 жовтня 1944 року
- Вісло-Одерська операція — з 12 січня 1945 року по 3 лютого 1945 року
- Сандомирско-Сілезька операція — з 12 січня 1945 року по 3 лютого 1945 року
- Нижньо-Сілезька наступальна операція — з 8 лютого 1945 року по 24 лютого 1945 року
- Облога Бреслау — з 23 лютого 1945 року по 6 травня 1945 року
- Верхньо-Сілезька наступальна операція — з 15 березня 1945 року по 31 березня 1945 року
- Берлінська наступальна операція — з 16 квітня 1945 року по 8 травня 1945 року
- Празька операція — з 6 травня 1945 року по 11 травня 1945 року

## Подяки Верховного Головнокомандування
- За звільнення міст Маріуполь, Волноваха, Чаплине, Барвінкове[4]
- За оволодіння містами Порицьк, Горохів, Радзехов, Броди, Золочів, Буйок, Кам'янка, містом і великим залізничним вузлом Червоне і занятті понад 600 інших населених пунктів[5]
- За оволодіння містом Сандомир і за оволодіння сандомирським плацдармом[6]
- За оволодіння містами Ченстохова, Пшедбуж і Радомсько[7]
- За оволодіння містами Віттенберг — важливим опорним пунктом оборони німців на річці Ельба[8]
- за оволодіння містом Берлін[9].

## Герої Радянського Союзу

### Тричі Герої Радянського Союзу
- Олександр Іванович Покришкін, гвардії полковник, командир дивізії, Указом Президії Верховної Ради СРСР від 19 серпня 1944 року удостоєний звання тричі Герой Радянського Союзу. Золота Зірка № 1.

## Підсумки бойової роботи дивізії
За час війни частини дивізії зробили 33 654 бойових вильотів, провели 1332 повітряні бої, у яких збито 1147 ворожих літаків. Штурмовими ударами було знищено на землі 66 літаків, 420 танків і бронемашин, понад 4000 автомашин і мотоциклів, близько 80 паровозів, підірвано 26 складів із пальним і боєприпасами, вбито понад 16 тисяч солдатів і офіцерів противника.

## Пам'ять
У Маріуполі є вулиця 9-ї авіадивізії.

## Книги про бойовий шлях дивізії
- А. И. Покрышкин «Небо войны»
- Г. А. Речкалов «Дымное небо войны»
- В. И. Погребной «Человек из легенды»
- М. П. Девятаев «Полет к солнцу»
- Г. Г. Голубев «В паре с «Сотым»
- И. И. Бабак «Звезды на крыльях»
- Б. Т. Ковальковский «В небе Кавказа»
- Статьи и очерки Т. Братнина, А. Хоружего, В. Разумного, В. Степаненко, С. Гольберга, В. Короткова и других авторов в различных газетах, журналах, литературных сборниках.